# Fabricom
Fabricom est une société multinationale industrielle belge principalement active dans le secteur de l'énergie. L'entreprise a été fondée après la Seconde Guerre mondiale et a joué un rôle important dans la construction des centrales nucléaires belges de Tihange et de Doel. Aujourd'hui, sous le nom d'Equans, l'entreprise belge fait partie du groupe français Equans, filiale de services multi-techniques du groupe Bouygues.

## Histoire

### Fabricom, d'une PME belge à un groupe mondial (1946-1999)
Fabricom, société anonyme pour le Commerce et les Fabrications industrielles, est fondée le 6 novembre 1946 par la Compagnie Générale d'Entreprises Électriques et Industrielles, plus connue sous le nom d'Electrobel. Craignant la nationalisation de ses actifs dans le secteur de la production et de la distribution d'électricité, la holding belge cherche à se diversifier. Fabricom est d'abord une PME spécialisée dans différentes niches : construction soudée (de pylônes), installations de lignes ou de postes haute tension et tuyauteries. Dans les années 1950, l'entreprise connaît une forte croissance et contribue à la construction du réseau belge à haute tension et du réacteur nucléaire de recherche Belgian Reactor 2 (nl) à Mol. Depuis 1971, Fabricom participe à la construction des centrales nucléaires de Doel et de Tihange. Fabricom propose aussi des produits d'application domestique (bain-marie, clignotants automobiles, etc.).
En 1963, Fabricom fonde une filiale Compagnie Générale de Chauffe (avec les sociétés françaises Compagnie Générale de Chauffe (France) et la compagnie pétrolière Elf). En 1992, Fabricom devient l'unique actionnaire de CGC, rebaptisée Axima (aujourd'hui Engie Cofely).
Dès la fin des années 1980, Fabricom crée plusieurs filiales à l'étranger, principalement par le biais d'acquisitions d'autres sociétés, et constitue un portefeuille d'activités diversifié. Ainsi en 1988, Fabricom rachète l'entreprise française Rineau Frères, spécialisée dans le génie climatique. Fabricom est alors présent dans les secteurs du conditionnement d'air, du chauffage industriel, de l'automatisation, du sanitaire, de la protection incendie, de la gestion d'installations, de la collecte et du traitement de déchets et de l'étanchéité.
Dans les années 1990, la société belge Tractebel, actionnaire majoritaire de Fabricom, est acquise progressivement par l'entreprise française Suez. En 1994, Fabricom réalise 7,5 milliards de francs de chiffre d'affaires avec 13 500 salariés et près de 200 filiales en Europe, aux États-Unis et au Canada. La même année, Fabricom regroupe sous une seule enseigne commerciale, Fabricom Automation, ses neuf filiales spécialisées dans l'automatisation et le contrôle des processus industriels continus et discontinus. Cinq de ces filiales sont installées en France : Eurotec à Malakoff, Lyon et Saint-Étienne ; Air Automation et Sormel à Besançon ; ADL Automation et Protus à Valence. 
En 1998, Fabricom acquiert Sulzer Infra SA, filiale française du groupe suisse Sulzer, consolidant son chiffre d'affaires en France à 2,6 milliards de francs. Les activités de Sulzer Infra sont complémentaires de celles des filiales de Fabricom que sont Rineau en France, Fabricom Air Conditioning et Axima en Belgique.

### Restructuration au sein du groupe Suez (depuis 2000)
En 2000, le groupe Suez Lyonnaise et notamment son pôle énergie via Tractebel se restructurent profondément. Le groupe Fabricom, filiale services de Tractebel, doit ainsi récupérer les quatre sociétés industrielles de GTM (Entreprise industrielle, GTMH, Entrepose, Delattre-Levivier), gardées par Suez lors de la fusion entre GTM et Vinci. Les activités de Fabricom dans les déchets au Benelux sont quant à eux apportés à SITA, filiale de Suez. En 2001, l'absorption des sociétés de GTM par le groupe Fabricom, via sa holding française Cofixel, commence avec la constitution de trois nouveaux pôles d'activités. Ineo, pôle d'installation électrique, nait du rapprochement de la Société d'Études et d'Entreprises Électriques (SEEE), de l'Entreprise Industrielle (EI) et de GTMH. Les sociétés Entrepose et Delattre-Levivier fusionnent pour devenir Endel, le nouveau pôle de mécanique et de tuyauterie de Fabricom. La branche génie climatique se constitue autour d'Axima, nouvelle appellation de l'entreprise Rineau, fusionnée au suisse Sulzer Infra notamment. En effet, en avril 2001, Fabricom rachète pour 420 millions de francs les principales activités de Sulzer Infra, entité du groupe suisse Sulzer centrée sur la gestion des installations techniques pour le secteur du bâtiment. Après avoir acquis en 1998 les activités de Sulzer Infra en France et en Belgique, Fabricom reprend ici trois divisions employant 5 100 personnes, dont 1 400 en Allemagne, 1 200 en Suisse et près d'un millier en Grande-Bretagne.
Fin 2001, les sociétés du groupe Fabricom rejoignent deux nouvelles entités opérationnelles : Tractebel Industrial Installations & Maintenance pour Fabricom, Ineo et Endel ; Tractebel Energy Related Services pour Axima et Sulzer Infra. En avril 2002, le groupe Fabricom reprend aussi les actifs du concurrent néerlandais GTI (nl), acquis par Tractebel l'année précédente. La filiale belge Fabricom, renforcée des actifs belges de GTI, devient Fabricom GTI.
En mai 2003, le groupe Fabricom est mis en vente par Suez qui doit réduire son endettement. Deux groupes de BTP français, Vinci et Bouygues, ainsi que plusieurs fonds d'investissement marquent notamment leur intérêt. Suez ne donne finalement pas suite au vu des offres reçues. En septembre 2003, le Belge Philippe Casier est remplacé par le Français Jérôme Tolot à la tête de Fabricom. Le choix est fait de restructurer l'entreprise, qui réalise alors un chiffre d'affaires de 4,5 milliards d'euros avec 41 000 personnes dans le monde dont environ 6000 en Belgique, après plusieurs années d'expansion. 
En 2005, les sociétés d'installation et de services énergétiques du groupe Fabricom (notamment Axima en Europe, Fabricom GTI en Belgique, Endel et Ineo en France, GTI aux Pays-Bas) sont regroupées avec Elyo et Tractebel Engineering au sein de Suez Energie Services (SES). Cette nouvelle structure du groupe Suez, dirigée par Jérôme Tolot, pèse près de 10 milliards d'euros d'activité, soit un quart du chiffre d'affaires de Suez et un tiers des effectifs, avec 66 000 collaborateurs. Dans ce cadre, les activités françaises du groupe Fabricom sont cédées à Suez Energie Services SA, nouvel actionnaire de Fabricom au sein du groupe Suez.
En 2009, Fabricom GTI redevient Fabricom, à la suite de la fusion entre Suez et Gaz de France. Par ailleurs, la dénomination du groupe Fabricom change en GDF Suez Energy Services International. La même année, il récupère Tractebel Engineering auprès de Suez-Tractebel. Ses principales filiales sont alors Fabricom, Cofely Services et Axima Contracting en Belgique ; Cofely Nederland (nl) (ex-GTI) aux Pays-Bas et une présence en Allemagne, Grande-Bretagne, Suisse, Autriche et Espagne.
En 2012, Fabricom adopte la marque Cofely, désormais commune aux services énergétiques BtoB de GDF Suez, et l'accole à son nom. En 2016, Cofely Fabricom devient Engie Fabricom, après le changement de nom du groupe GDF Suez qui est devenu Engie l'année précédente. En juillet 2020, les entités de services B2B d'Engie en Belgique (Engie Fabricom, Engie Cofely et Engie Axima) se regroupent sous l'unique marque Engie Solutions.
Début 2022, Fabricom rejoint la nouvelle société Equans, créée par Engie dans la perspective de vendre sa branche de services multi-techniques. La marque Equans a remplacé celle d'Engie Solutions dès juillet 2021. Equans intègre le groupe Bouygues en octobre 2022. En 2023, le groupe simplifie ses entités juridiques, Fabricom SA/NV absorbant différentes filiales belges du groupe telles qu'Axima SA/NV, Axima Refrigeration SA/NV, Fabricom Infra Sud SA, Fabricom Maintenance NV et Fabricom Industrie Sud SA. En octobre, Fabricom NV/SA devient finalement Equans NV/SA, abandonnant le nom historique de l'entreprise.

## Activités
Fabricom fournit des installations et des services multi-techniques pour les infrastructures, le secteur tertiaire, l'industrie ainsi que pour les marchés de l'énergie et des hydrocarbures (pétrole et gaz naturel). Ses activités sont variées : électricité, instrumentation, mécanique, tuyauterie industrielle, automatisation ou encore maintenance. Fabricom possède 28 sites en Belgique en 2015.
Fabricom dispose d'un site à Hoboken, en Belgique, dédié à la fabrication et au montage des sous-stations électriques pour l'éolien en mer. Fabricom a notamment livré deux stations électriques pour le parc éolien London Array (175 turbines), le plus grand parc éolien en mer au monde lors de son inauguration.

## Réalisations
- Centrales nucléaires belges
- Deuxième pont de l'Escaut (en) à Tamise
- Nouveau Palais de justice d'Anvers (nl)
- Projet Diabolo Aéroport de Bruxelles
- Ligne du Nord d'Anvers

## Identité visuelle (logo)

Ancien logo de Fabricom.
Ancien logo de Fabricom.
Logo du groupe Fabricom.
Logo de Fabricom GTI en Belgique.
Logo de Fabricom de 2005 à 2009.
Logo de Fabricom GTI de 2005 à 2009.
Logo de Fabricom de 2009 à 2012.
Logo de Cofely Fabricom de 2012 à 2016.
Logo d'Engie Fabricom de 2016 à 2019.
Logo d'Engie Fabricom de 2019 à 2020.
Logo d'Engie Solutions utilisé de 2020 à 2021.
Logo d'Equans utilisé depuis juillet 2021.